# 毛利まさみち
毛利 まさみち（もうり まさみち、本名・毛利 昌道 1946年7月7日～は、日本の切り絵作家で、絵本・児童文学作家。切り絵絵本である代表作品に「ももの里」や、「原爆の日（文/岩崎京子）」がある。また、長編ファンタジー「青の森伝説」や、東北大震災とヒロシマ被爆をテーマにした「青い空がつながった」などの児童文学作品がある。日本児童文学者協会会員、絵本学会会員、元・日本きりえ協会会員。代表作品に「ももの里」や「原爆の火」がある。

## 来歴・人物
熊本県で育ち、広島県の高校に通う。以後、広島県広島市に住む。
少年・青年時代を通じて、手塚治虫の漫画と、滝平二郎の切り絵にあこがれ、切り絵の手法を独習。４０歳のころから、わが子への誕生日プレゼントとして、切り絵絵本を作り始める。
1988年、第11回日本の絵本賞(主催・全国学校図書館協議会など)の新人賞部門で「ももの里」が新人賞(佳作)受賞。同・手づくり絵本コンテスト部門で、１１回～１４回まで、全国学校図書館協議会賞、読売新聞社賞、文部大臣奨励賞などを連続受賞。１９９２年、秋田県峰浜村（現在の八峰町）が主催した『手づくり紙芝居コンテンスト』で、「お星様を食べたタヌキのポンタ」が最優秀賞を受賞。
なお、絵本の「ももの里」（汐文社＝のちにリブリオ出版社より再刊）には、長男である武雄（当時１０歳）に思いを込め『タケ』という少年を主人公として登場させている。また「おさんぎつね」（農文協）に登場する少女は、長女・美穂がモデルである。

## 主な作品

### 単著
- 『ももの里』汐文社、1994年11月。ISBN 978-4811302683。
- 『雲のむこうに』汐文社、1996年2月。ISBN 978-4811303093。
- 『おさんぎつね』農山漁村文化協会、1997年2月。ISBN 978-4540961199。
- 『がんばりなっせ! おにいちゃん』汐文社、1997年。ISBN 978-4811371191。
- 『原爆の火』新日本出版社、2000年8月。ISBN 978-4406027533。
- 『お星さまをたべた タヌキのポンタ』汐文社、2008年8月。ISBN 978-4811385181。
- 『青の森伝説』水上悦子 画、新日本出版社、2008年9月。ISBN 978-4406051651。
- 『オニさんこちら』汐文社、2008年9月。ISBN 978-4811385198。
- 『がんこな天狗どん』汐文社、2008年12月。ISBN 978-4811385204。
- 『鬼ガ山』絵本塾出版、2011年12月。ISBN 978-4904716670。
- 『青い空がつながった』新日本出版社、2014年1月。ISBN 978-4406057394。

### 共著
- 全国学校図書館協議会 編『やさしい手づくり絵本のつくり方』全国学校図書館協議会、1992年7月。ISBN 978-4793300400。
- 日本児童文学者協会 編『こわ～いオバケ 5つのお話』文溪堂、2014年7月。ISBN 978-4799900826。
- ナムーラ ミチヨ『ありんことカンナの花』地平社、2025年7月28日。ISBN 978-4911256268。

## 切り絵作品など
- 『和の趣』技術評論者（2006年、2007年版）
- 『上撰 美麗年賀状』宝島社（2009年、2015年版）
- 『特撰年賀状』『楽々プリント年賀状』晋遊舎（2010年版）

※ 上記は年賀状などの素材として、切り絵デザイン作品がそれぞれ４～８点ずつが収録（掲載）されている。
※ 他に、おたふくソース（株）の情報誌『おたふく』（2003年夏・秋・冬号～2004年春号）の表紙絵や、企業、官公庁のカレンダー、広報チラシの挿絵などを多く手がけている。